# Grez-Doiceau

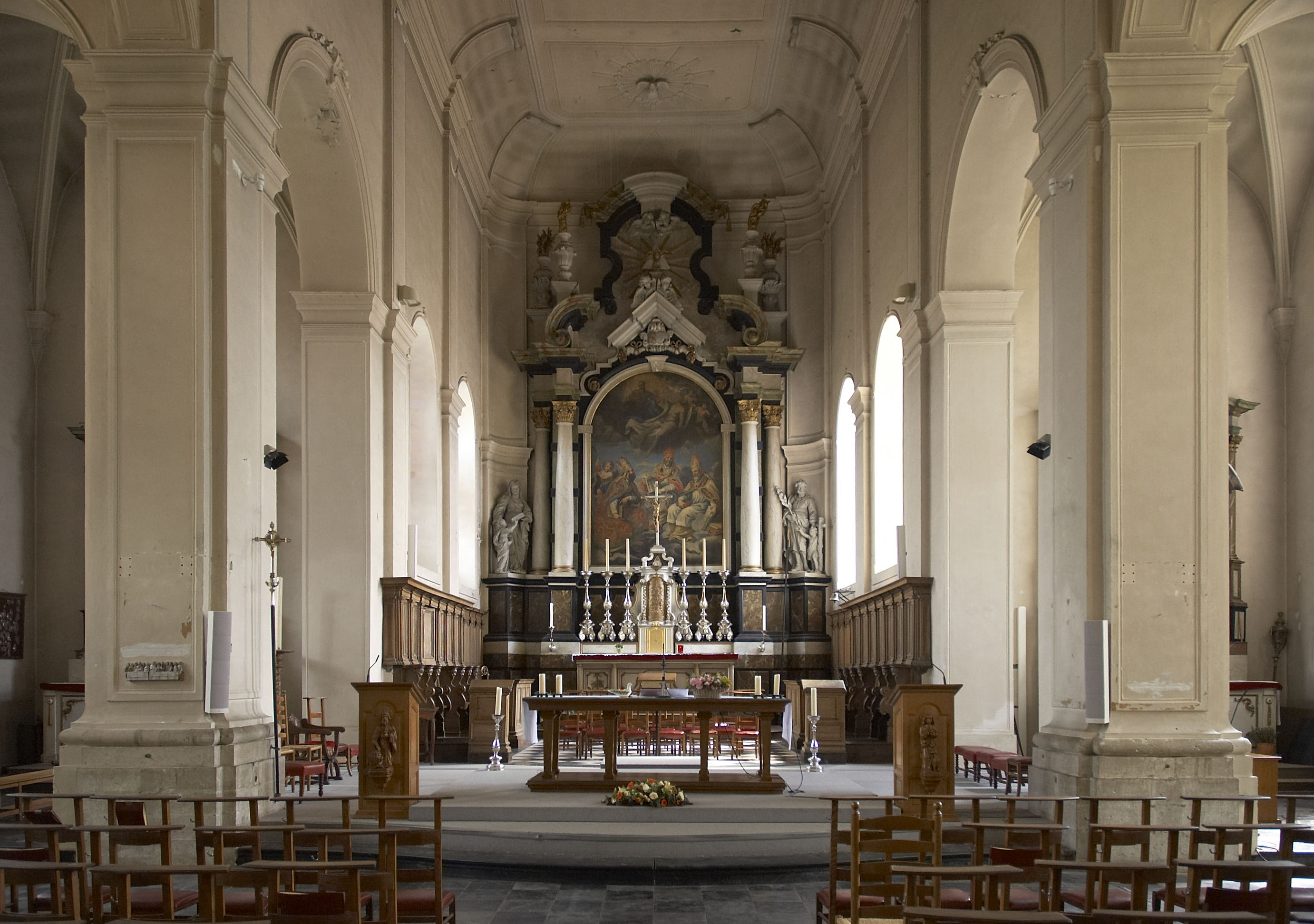

Grez-Doiceau (tiếng Hà Lan: Graven)là một đô thị ở tỉnh Walloon Brabant. Tại thời điểm ngày 1 tháng 1 năm 2006 Grez-Doiceau có dân số 12.403 người. Tổng diện tích là 55,44 km² với mật độ dân số là 224 người trên mỗi km².